# Armand Le Moal
Armand Le Moal (* 4. Mai 1914 in Étampes; † 27. Juli 1999 in Bénodet) war ein französischer Radrennfahrer.

## Sportliche Laufbahn
Le Moal war im Straßenradsport aktiv. Von 1939 bis 1947 war er Berufsfahrer. 1938 siegte er in der letzten Austragung von Paris–Amiens und 1939 bei Paris–Conches. 1938 wurde er Zweiter im Eintagesrennen Paris–Evreux hinter Domenico Pedrali, 1939 im Circuit du Morbihan hinter Sylvère Maes. Er belegte 1939 den sechsten Platz bei Bordeaux–Paris und wurde 1939 Zweiter. 1939 nahm er an der Tour de France teil und wurde 49. und damit Letzter im Endklassement. Er wurde symbolischer Träger der Lanterne Rouge.
Während des Zweiten Weltkriegs war er fünf Jahre lang in Deutschland gefangen und kehrte im Juni 1945 nach Frankreich zurück.

## Berufliches
Nach seinem Rücktritt vom Radsport wurde er Mechaniker im Radsportteam Mercier.